# Satyendra Nath Bose
  Satyendra Nath Bose  (bengalí: সত্যেন্দ্রনাথ)  (Calcuta, 1 de gener de 1894 - Calcuta, 4 de febrer de 1974) fou un físic indi especialitzat en física matemàtica. És més conegut pel seu treball en mecànica quàntica en els principis dels anys 1920, proveint les bases per a l'Estadística de Bose-Einstein i la teoria de Condensat de Bose-Einstein. El bosó (una de les partícules elementals) és reconegut amb aquest nom en honor d'ell. Va ser premiat amb el segon reconeixement civil més alt a l'Índia, el Padma Vibhushan el 1954 donat pel govern de l'Índia.
Bose va néixer a Calcuta i va ser el major de set germans. El seu pare, Surendranath Bose, va treballar al Departament d'Enginyeria dels Ferrocarrils de l'Est de l'Índia.
Bose va assistir a l'escola secundària hindú a Calcuta i després a la Facultat de la Presidència, també a Calcuta, obtenint sempre les més altes qualificacions. De 1916 a 1921 va ser conferenciant en el departament de física de la Universitat de Calcuta. El 1921 va passar a formar part del departament de física de la nova Universitat de Dacca (ara anomenada Universitat de Dhaka), novament com un conferenciant.
El 1926 va arribar a ser professor i va encapçalar el departament de física i va continuar ensenyant a la Universitat de Dacca fins a 1945. Després va tornar a Calcuta i va donar classes a la Universitat de Calcuta fins a 1956, data en què es va retirar de la docència i va ser nomenat professor emèrit.
El seu major èxit científic el va obtenir quan li va enviar un manuscrit a Einstein per tal que aquest el revisés i traduís. Einstein va quedar meravellat amb el treball i el va recomanar per a la seva publicació. El "paper" va ser la llavor del que després es va conèixer com el condensat de Bose-Einstein